# Џемил Реџепи
Џемил Реџепи (Радеша,Гора, 18. март 1959) је српски оперски певач горанског порекла.
У Приштини је завршио соло певање, а у Трсту Музички конзерваторијум "Ђузепе Тартини". Поред нашинског, односно горанског, и српског језика, говори и италијански, шпански, грчки, јапански, немачки и енглески језик. Наступао је у свим већим операма и позориштима широм света, а у Београду је наступао 2005. у Народном позоришту у улози Вердијевог Риголета. Ожењен је јапанском оперском певачицом Хироми Ушизаком.